# Dasyscyphus fragariastri
Dasyscyphus fragariastri är en svampart som först beskrevs av William Phillips, och fick sitt nu gällande namn av Pier Andrea Saccardo 1895. Dasyscyphus fragariastri ingår i släktet Dasyscyphus och familjen Hyaloscyphaceae.   Inga underarter finns listade i Catalogue of Life.